# AppleWorks
AppleWorks（アップルワークス）とは、かつてAppleが開発・販売していた統合ソフトウェア製品。

## 概要
AppleWorksは、ワードプロセッサ、データベース、およびスプレッドシートを含む統合オフィススイート。Rupert LissnerによってApple II用に開発された。
その後、開発はAppleの子会社であったClarisに移り、 Apple IIGS（1988）、Macintosh（1991）、およびWindows（1993）用の後継のクラリスワークス (ClarisWorks) をリリースしていた。
1998年、クラリス社がファイルメーカー社に改組された際に開発・発売がApple本社に戻り、AppleWorksと名称が戻された。
PerformaやiMac、iBookといった家庭用のMacにバンドルされていたが、Macのインテル移行に伴いバンドルは終了。2007年8月、iWork '08リリースと前後して単品販売も終了した。
一時期はMacintosh版のほか、Windows版も発売されていた。Windows版では、クラリスワークス 4までが一般向けとして販売されていた。米国では教育機関向けに、AppleWorks 6 for Windowsが販売されていた。
「AppleWorks 6」（2000年）では、ワープロ、ドロー、ペイント、表計算、データベース、プレゼンテーションの6つから構成されていた。また、過去のバージョンではパソコン通信の機能もあった。
2004年にリリースされた、Apple Works 6.2.9 for Mac OS Xが最終バージョンである。
2007年8月15日、Appleは、AppleWorksの販売およびサポート終了を発表。当時のAppleは、iWorkをリリースしていたが、AppleWorksとのファイルの互換性は確保されなかった。